# Небце
Небцето (на латински: Palatum), разделя устната от носната кухина. То получава пълно развитие в бозайниците във връзка с необходимостта от създаване на вакуум при бозаене. В човека поради участието си в звукообразуването небцето придобива сводствена форма. Предната част на небцето има костна основа и се нарича твърдо небце – palatum durum, а задната част е мускулна с фиброзна основа, поради което се нарича меко небце – palatum molle. Небцето е разделено на две части – твърдо и меко небце.

## Устройство
Костната основа на твърдото небце е образувана от proc. Palatimus на горните челюсти и lamina horizontalis на небцовите кости, свързани помежду си с шевове. Лигавизата на твърдото небце се залавя посредством плътна фиброзна тъкан за периоста на подлежащите кости. Тя е постлана с многослоен плосък полусроговяващ епител. Това я прави неподатлива не страничен натиск и благоприятства участието ѝ в дъвкателния акт. В задната част на твърдото небце под лигавицата се разполагат слузни жлези – gll. Palatinae. В подлигавичния слой се разполагат още мастна тъкан и венозно сплетение. Те представляват една пружинираща подложка, която омекотява ударите на храната при дъвчене. В предната част на небцето, непосредствено зад централните резци, се образува малка лигавична изпъкналост – papilla incisvia, която по разположение съответства на отвора на резцовия канал. От нея назад започва срединно разположеният небцов шев – raphe palati. Той завършва с една ямка на границата на нивото на spina nasalis post. В предната част на небцето от шева изхождат встрани 5 – 6 напречни гънки – plicae palatinae transversae, които са по-силно развити в ранната детска възраст. Разположението на тези гънки е индивидуално различно и може да има известно съдебномедицинско значение. Те представляват рудименти от небцовите валчета, които в някои животни играят значителна роля в механичната преработка на храната.
  Мекото небце – palatum molle, заема задната третина на небцето. То представлява лигавична дубликатура с мускулно-фиброзна основа. Предната му част е почти хоризонтална, а задната се спуска надолу, поради което се нарича небна завеска – velum palatinum. Мекото небце назад се източва в едно конично израстъче, висулка – uvula, разположено в срединната равнина. Това образувание е развито добре само у човека и се счита, че има отношение към създаването на херметичнот в устната кухина, вследствие на което при изправено положение на главата долната челюст не увисва надолу. Странично на висулката от мекото небце започват две дъговидни гънки Предната от тях – arcus palatoglossus, е по-широка и достига корена на езика, а задната – arcus palatopharyngeus, завършва в гълтача. Вътрешността на тези гънки е образувана от едноименни мускули.
  Мекото небце е покрито с лигавица, чийто епител откъм устната кухина е многослоен плосък, а откъм носната кухина – многореден цилиндричен въсеносен. Само в областта на небцовата висулка и от двете страни епителът е многослоен плосък. Лигавицата има два типа жлези – gll. Palatinae и gll. Nasales, разположени по съответните повърхности на небцето. Във вътрешността на мекото небце се разполагат 5 чифта мускули и техните сухожилни краища. Последните се преплитат помежду си, като образуват фиброзната основа на небцето – aponeurosis palatina, което се прикрепва за задния ръб на твърдото небце. Средната ѝ част е най-плътна и се означава като връв – raphe palati mollis. Между лигавицата и мускулатурата на мекото небце се разполага хлабава съединителна тъкан, в която се преплитат голямо количество еластични влакна.

## Мускули на небцето
Мускулите на мекото небце са напречно набраздени, волеви.

## Аномалии на небцето
Аномалии в устройството на устната кухина и лицето. Те се обясняват като резултат на ненормално протичане на ембрионалното развитие Най-честа от тези аномалии е т.нар. заешка уста – labium leporinum, която се дължи на несрастване на средния носен и един от горночелюстните израстъци. Тази аномалия е най-често левостранна, по-пядно деностранна и само с редки случаи – двустранна. При нея срединната част на горната устна – philtrum, е отделена от съответната латерално разположена част чрез цепнатина. В редки случаи цепнатината продължава нагоре към ноздрата, като отделя крилото на носа от останалата му част. Понякога цепнатината на горната устна продължава покрай крилото на носа, нагоре и латерално, като достига областта на окото, където може да раздели долния клепач. При аномалията, наречена разцепено небце или вълча уста – palatum fissum, се наблюдава съобщение на устната с носната кухина вследствие на различно дълга цепка в срединната равнина. Понякога цепката се разпростира само в областта на мекото небце, а в други случаи обхваща и твърдото небце. Тази аномалия се дължи на несрастване на небцовите пластинки на двата горночелюстни израстъка.